# Hermann Schlimme (Architekturhistoriker)
Hermann Georg Eckhard Schlimme (* 21. Februar 1969 in Göttingen; † 6. August 2023 in Capalbio) war ein deutscher Architekturhistoriker.

## Studium
Hermann Schlimme studierte Architektur (Schwerpunkt Architekturgeschichte, Denkmalpflege), Geschichte und Kunstgeschichte in Braunschweig, Edmonton und Florenz. 1994 legte er an der TU Braunschweig das Diplom in Architektur und 1995 die Magisterzwischenprüfung in Kunstgeschichte ab. 1995 wurde er in die Graduiertenförderung des Landes Niedersachsen aufgenommen und wurde wissenschaftlicher Mitarbeiter bei Harmen H. Thies am Institut für Bau- und Stadtbaugeschichte, Fachgebiet Baugeschichte, der TU Braunschweig.

## Beruf
Nach der Promotion 1998 in Braunschweig über römisch-frühneuzeitliche Kirchenfassaden war er von 1998 bis 2002 architektonischer Assistent und Wissenschaftlicher Mitarbeiter an der Bibliotheca Hertziana, Max-Planck-Institut für Kunstgeschichte in Rom.
2001 hatte er ein Society of Architectural Historians Annual Meeting Fellowship. Ab 2002 leitete er wissenschaftlich das Forschungsprojekt „Wissensgeschichte der Architektur“ auf Seiten der Bibliotheca Hertziana (Kooperation mit dem Max-Planck-Institut für Wissenschaftsgeschichte, Berlin). 2006 erhielt er den Edoardo Benvenuto Preis / Premio Edoardo Benvenuto. Von 2006 bis 2014 hatte er Lehraufträge (Univ. Lektor) an der TU Wien. Er war Mitglied der Scientific Committee’s der „International Congresses on Construction History“ (Cambridge 2006, Cottbus 2009, Paris 2012, Chicago 2015, Brüssel 2018).

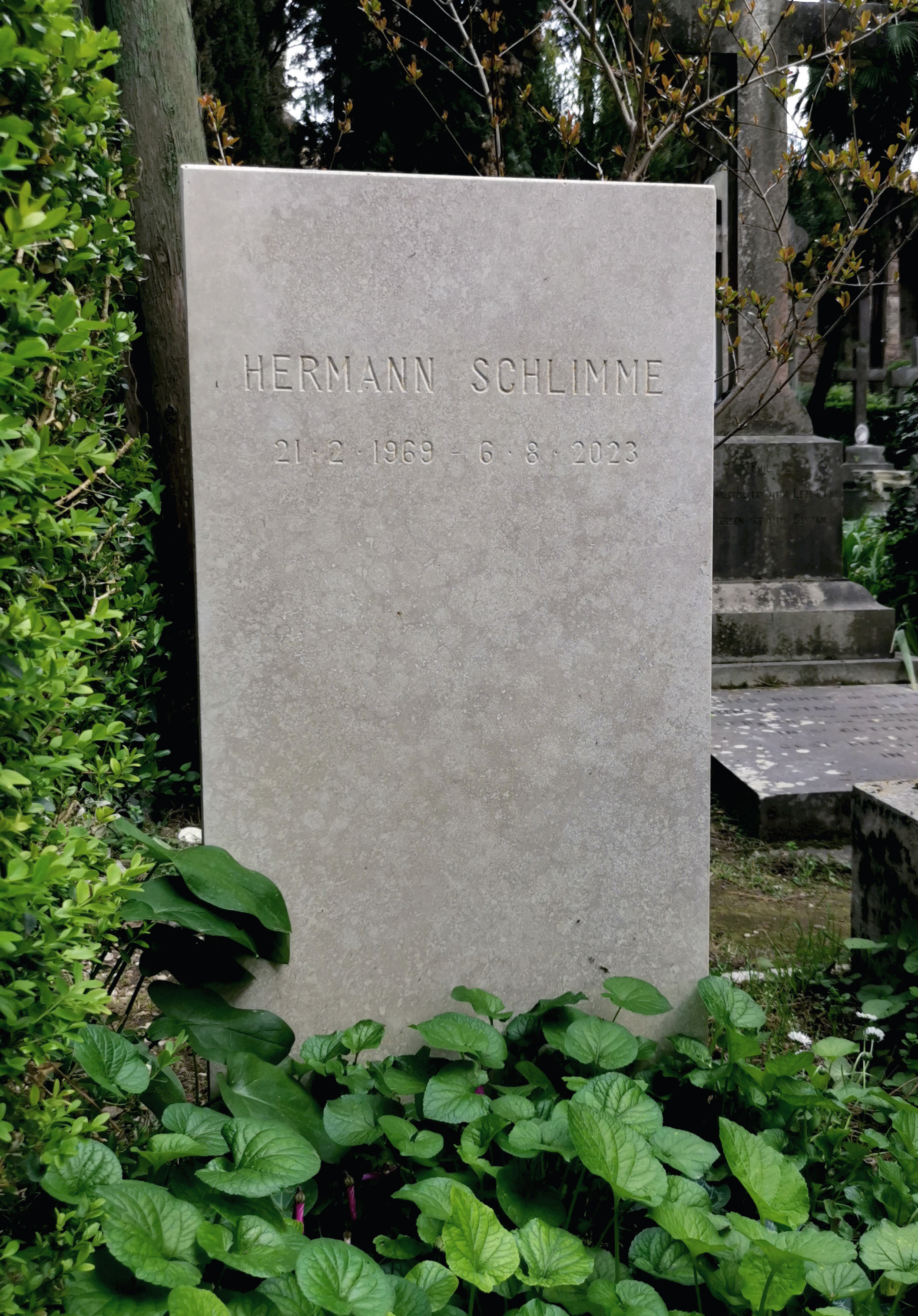
Grab auf dem Protestantischen Friedhof Rom

Von 2007 bis 2016 war er Research Associate an der Bibliotheca Hertziana und Mitherausgeber der wissenschaftlichen Zeitschrift “Construction History. International Journal of the Construction History Society” (peer-reviewed) und Mitglied des Vorstands der Society (seit 2013). Seit 2013 hatte er das Kooperationsprojekt mit dem Beijing Tsinghua Institute for Digitization (THID, Tsinghua University, Peking) zu den Westlichen Bauten im Alten Sommerpalast Yuanmingyuan in Peking.

## Lehrtätigkeit
Nach der Habilitation 2015 im Fach „Architekturgeschichte“ an der TU Wien mit einer Arbeit zur Rolle praktischen Bauwissens in der Architekturkultur im frühneuzeitlichen und modernen Italien lehrte er von 2014 bis 2016 als Gastprofessor an der TU Wien.
Seit 2017 lehrte er als Professor für Bau- und Stadtbaugeschichte an der TU Berlin.
Seine Forschungsschwerpunkte waren frühneuzeitliche Architektur in Italien und ihre Wirkung außerhalb Italiens, Wissensgeschichte der Architektur, Bautechnikgeschichte, Architekturgeschichte des 20. und 21. Jahrhunderts.

## Privates
Hermann Schlimme wurde auf dem Protestantischen Friedhof Rom beerdigt (Grabnummer 3-3-4-1).

## Schriften (Auswahl)
- Theodor Fischer, Proportion von Hochhausentwürfen, 1920 / 25, in: Hochhäuser in München. München 1998, S. 24–31
- Die Kirchenfassade in Rom. Reliefierte Kirchenfronten 1475 – 1765 (Studien zur internationalen Architektur- und Kunstgeschichte / 5), Petersberg 1999 (Diss. TU-Braunschweig, 1998)
- Practice and science in early modern Italian building, in: Practice and science in Early Modern Italian building: towards an epistemic history of architecture, herausgegeben von Hermann Schlimme. – Mailand 2006, S. 13–16
- Il Gesù, in: Rom: Meisterwerke der Baukunst von der Antike bis heute - Festgabe für Elisabeth Kieven, herausgegeben von Christina Strunck. Petersberg 2007, S. 251–258
- Formensprache und Bauausführung in Italien im 15. - 16. Jahrhundert am Beispiel der Cappella Sforza von Michelangelo und dem Bau kassettierter Wölbungen, in: Bericht über die 45. Tagung für Ausgrabungswissenschaft und Bauforschung: Vom 30. April bis 4. Mai 2008 in Regensburg
- Die frühe ‘Accademia et Compagnia dell' Arte del Disegno‘ in Florenz und die Architekturausbildung, in: Architektenausbildung in Europa von Vitruv bis Mitte des 20. Jahrhunderts; Geschichte, Theorie, Praxis. Hamburg 2009, S. 326–343
- Santa Margherita in Montefiascone. Carlo Fontana und das Wissen um den Kuppelbau, in: Ordnung und Wandel in der römischen Architektur der frühen Neuzeit - kunsthistorische Studien zu Ehren von Christof Thoenes (Akten der Festveranstaltungen aus Anlaß des 80. Geburtstags von Christof Thoenes am 4. Dezember 2008). München 2011, S. 121–152
- Das internationale Hennebique-Patent zur Herstellung von Stahlbetonbauten und seine Anwendung in Italien: Der Mercato Orientale in Genua von Giovanni Antonio Porcheddu (1896-99). Ein Beitrag zur Wissensgeschichte der Architektur, in: Römisches Jahrbuch der Bibliotheca Hertziana, Bd. 39 (2009/2010), S. 391–426
- Antike Spolien als Baumaterial im Rom der Frühen Neuzeit: Bautechnik, Baulogistik und der Architekturentwurf mit Spolien nach Serlio, in: Perspektiven der Spolienforschung. 2: Zentren und Konjunkturen der Spoliierung (Berlin studies of the ancient world / 40), herausgegeben von Peter Altekamp u. a. . Berlin 2017, S. 311–334